# Förtroendevald
Förtroendevald kallas den som genom val erhållit ett uppdrag och förutsätts sköta uppdraget i enlighet med sin övertygelse, till skillnad från dem som får ett uppdrag genom att anställas och förutsätts sköta det mer eller mindre utan hänsyn till sina egna åsikter. Statistiska centralbyrån (SCB) använder i sin rapport om antalet förtroendevalda i Sverige år 2019 följande defintion: "med förtroendevalada menas här ledamöter och ersättare i fullmäktige, nämnder och fullmäktigeberedningar samt revisorer. Definitionen är baserad på kommunallagens definition av förtroendevalda". SCB använder begreppen förtroendevald och politiker synonymt.

## I Sverige
Det är svårt att uppskatta antalet förtroendevalda i Sverige idag. Men ser man till politiska förtroendeuppdrag så har antalet sjunkit dramatiskt de senare decennierna. Innan kommunreformen på 1950-talet uppgick antalet förtroendevalda i kommun, landsting och riksdag till över 150 000 personer. Statistiska centralbyrån (SCB) beräknar att det i början av 1950-talet fanns omkring 200 000 förtroendevalda i kommunerna men konstaterar i sin rapport om förtroendevalda från 2007 att det stora antalet också beror på att det innan kommunreformerna 1952 och 1962 fanns cirka 2500 kommuner i Sverige. SCB pekar också på att det genomsnittliga antalet förtroendevalda per kommun har minskat vid varje undersökningstillfälle sedan 1980. År 2007 var den siffran 135, vilket kan jämföras med 1980 års genomsnitt på 250 förtroendevalda per kommun.
Enligt Statistiska centralbyråns rapport om förtroendevalda i Sverige som avser 2019 är det totala antalet förtroendevalda i kommunerna i dag nere i knappt 35 900 personer. Jämfört med år 2015 innebär det en minskning med ungefär 960 personer. Inom den kommunala sfären är tendensen fortsatt sjunkande. I regionerna däremot ökade antalet förtroendevalda. Där uppgår antalet förtroendevalda till knappt 4 600 personer, vilket är en ökning med ungefär 140 personer jämfört med föregående mandatperiod. Därmed fortsätter trenden med allt färre politiker på lokal nivå men däremot inte på regional nivå. Rapporten konstaterar också att kvinnor, unga och utrikes födda är underrepresenterade bland förtroendevalda, och att andelen 65 år och äldre fortsätter att öka som andel av de förtroendevalda.
Utvecklingen i antalet förtroendevalda i föreningslivets medlemsorganisationer är svårare att uppskatta eftersom det inte finns en enhetlig och offentlig redovisning. Men SCB beräknar att "29 procent av befolkningen, 16 år och äldre, deltar aktivt i minst en förenings verksamhet. Det motsvarar ungefär 2,4 miljoner människor. Det är till exempel ungefär 975 000 personer som är föreningsaktiva inom en idrotts- eller friluftsförening och 395 000 personer som är föreningsaktiva inom en kultur-, musik-, dans- eller teaterförening".